# 大阪鉄道郵便局
大阪鉄道郵便局（おおさかてつどうゆうびんきょく）とは、かつて大阪府大阪市に本局を置いていた郵便局である。

## 概要
鉄道郵便局は、日本の郵便局の種類の一つで、鉄道事業者に郵便車を運行させてこれに職員が乗務し、鉄道沿線の郵便局から継送される郵便物を輸送するとともに、郵便車内で郵便物をあて先地域別に区分する業務を行っていた。当局はそのうちおもに近畿地方周辺の区間を担当した。

### 本局・分局
本局に管理部門が置かれるほか、各地の乗務・中継作業の拠点として主要ターミナル駅や分岐駅に分局が設置されていた。
- 本局 - 大阪府大阪市北区梅田本町（大阪中央郵便局局舎内）
  - 1986年（昭和61年）廃止。
- 京都分局 - 京都府京都市下京区東塩小路町（京都駅付近）
  - 1986年（昭和61年）廃止。
- 和歌山分局 - 和歌山県和歌山市西蔵前町（和歌山市駅構内）
  - 1984年（昭和59年）廃止。
- 姫路分局 - 兵庫県姫路市駅前町（姫路駅構内）
  - 1984年（昭和59年）廃止。
- 神戸分局 - 兵庫県神戸市生田区東川崎町1（神戸駅構内）
  - 1984年（昭和59年）廃止。
- 米原分局 - 滋賀県坂田郡米原町（米原駅構内）
  - 1985年（昭和60年）廃止。
- 大阪輸送センター - 大阪府大阪市大淀区大淀中1（大阪小包集中局内）
  - 1986年（昭和61年）廃止。大阪輸送郵便局大淀センターに移行。

## 沿革
- 1903年（明治36年）3月 - 大阪を含む11の鉄道郵便局が開設されるが、年内に廃止[1]。
- 1910年（明治43年）10月 - 大阪鉄道郵便局及び神戸鉄道郵便局を開局（うち神戸鉄道郵便局は一等郵便局）[1]。
- 1935年（昭和10年）3月 - 神戸鉄道郵便局を大阪鉄道郵便局に統合[2]。
- 1948年（昭和23年）2月25日 - 鉄道郵便乗務員の服務方法に関するGHQ指令[3]が発出され、職員配置の大幅な異動・所要の施設整備等を行うこととなる[4]。
  - 業務の合理化
    - 乗務行程の合理化
    - 複数の区間の乗務を兼務し循環服務する体制をやめ、原則として乗務区間ごとに乗務員の配置を固定
    - 本局等から乗務区間までの長距離の便乗の解消

  - 具体的には次のような対応がとられた。
    - 乗務区間に応じた地方の拠点（分局等）への職員の分散配置
    - 各地に職員住宅や乗務員事務室等の整備
    - 乗務行程見直しにより乗務員配置が難しくなる末端の支線等では取扱便から託送便への変更や専用自動車便への移行など

  - 当局では、乗務担当区間均衡化のため隣接局との間で所掌区間の変更が行われ、東京門司線のうち米原 - 大阪間を名古屋鉄道郵便局に、敦賀東舞鶴線全区間を金沢鉄道郵便局に、姫路広島線の姫路 - 津山間を米子鉄道郵便局に、それぞれ移管し、東京門司線の岡山 - 糸崎間について広島鉄道郵便局から移管を受けた。
- 1972年（昭和47年）3月 - 東京門司線について、乗務員の郵便物区分方法・郵便物輸送体系を変更し、「東京門司線の乗務員を経由して運送する郵便物の区分特例」（東京門司線特例）を制定[5]。
  - 1972年（昭和47年）3月の国鉄のダイヤ改正で東海道・山陽線の小荷物・郵便列車の停車駅が削減・集約され、同線で運行される東京門司線は停車駅の大幅な減少により直接受け渡しのできない郵便局が増加するため、輸送体系を改め、乗務員の郵便物区分方法も変更することとしたもの。
  - 速達扱いを除き乗務員は郵便番号の上二けた目までによる地域別の区分を行うこととする。
  - 東京門司線沿線地域には、二けた地域ごとに地域内の区分を行う郵便局を「地域区分局」として指定し整備。
  - 東京門司線乗務員により二けた区分された郵便物は地域区分局へ送付し、地域区分局が三けた・五けた区分を行って自動車便で域内の各郵便局へ配送。
- 1984年（昭和59年）2月1日 - 和歌山・姫路・神戸の各分局を廃止[6]。大阪小包集中局内に大阪輸送センターを設置[7]。
- 1985年（昭和60年）3月14日 - 米原分局を廃止[8]。
- 1986年（昭和61年）10月1日 - 大阪鉄道郵便局本局・大阪輸送センター及び京都分局を廃止[9]。大阪市鶴見区安田に大阪輸送郵便局を、大阪小包集中局内（大阪輸送センター跡）に大阪輸送郵便局大淀センターを設置[10]。
- 1988年（昭和63年）11月14日 - 大阪輸送郵便局大淀センターを廃止。
- 1994年（平成6年）8月1日 - 新大阪郵便局・大阪小包郵便局の開局に伴い、大阪輸送郵便局を廃止。

## 取扱内容
- 鉄道郵便車に乗務し、車内で区分及び郵袋、小包の積み下ろし事務。
- 局舎や駅の郵便室で、郵便物の受け渡し・郵袋や小包の区分事務。